# Gare de Ternat
La gare de Ternat (en néerlandais : station Ternat) est une gare ferroviaire belge de la ligne 50 de Bruxelles à Gand située sur le territoire de la commune de Ternat, dans la province du Brabant flamand en Région flamande.
Elle est mise en service en 1856. C'est une gare de la Société nationale des chemins de fer belges (SNCB) desservie par des trains Suburbains (S) des lignes S10 et S4 du RER bruxellois.

## Situation ferroviaire
Établie à 20 mètres d'altitude, la gare de Ternat est située au point kilométrique (PK) 16,70 de la ligne 50 de Bruxelles à Gand, entre les gares de Bodeghem-Saint-Martin et d’Essene-Lombeek.

## Histoire
La station de Ternat est mise en service le 1er mai 1856 sur une section de la ligne de Bruxelles-Nord à Gand inaugurée le même jour par la Compagnie du chemin de fer de Dendre-et-Waes et de Bruxelles vers Gand par Alost qui en confie d'emblée l'exploitation aux Chemins de fer de l'État belge. Ternat est alors la seule station entre Bruxelles-Nord et Denderleeuw, les autres étant créées plus tard.
En 1899, des travaux d'agrandissement du bâtiment de la gare sont effectués.
Une halle à marchandises y fut également construite après 1856. Elle est désormais à l’abandon et pourrait être transformée en parking à vélos. Courant 2015, les quais ont été surhaussés pour améliorer l’accessibilité de la gare et les alentours de la gare.

## Service des voyageurs

### Accueil
Gare SNCB, elle dispose d'un bâtiment voyageurs, avec guichet, ouvert tous les jours.

### Desserte
Ternat est desservie par des trains Suburbains (S), de la SNCB,.
La desserte, cadencée à l’heure, comprend, en semaine et les week-ends, des trains S10 reliant Bruxelles-Midi à Alost, renforcés en semaine par deux trains supplémentaires en heure de pointe (le matin vers Bruxelles et l’après-midi vers Alost).
Il existe également des trains S4 qui relient Malines à Alost et circulent uniquement les jours de semaine.

### Intermodalité
Un parc pour les vélos et un parking pour les véhicules y sont aménagés, le parking a été fortement agrandi en 2015. Elle est desservie par des bus.

## Comptage voyageurs
Ce graphique et tableau montre le nombre de voyageurs embarquant en moyenne durant la semaine, le samedi et le dimanche.
| Nombre de passagers qui embarquent à la gare d`Angleur | Nombre de passagers qui embarquent à la gare d`Angleur | Nombre de passagers qui embarquent à la gare d`Angleur | Nombre de passagers qui embarquent à la gare d`Angleur |
|                                                        | Semaine                                                | Samedi                                                 | Dimanche                                               |
| ------------------------------------------------------ | ------------------------------------------------------ | ------------------------------------------------------ | ------------------------------------------------------ |
| 1977                                                   | 1 630                                                  | 236                                                    | 188                                                    |
| 1978                                                   | 1 514                                                  | 255                                                    | 215                                                    |
| 1979                                                   | 1 473                                                  | 270                                                    | 225                                                    |
| 1980                                                   | 1 537                                                  | 286                                                    | 269                                                    |
| 1981                                                   | 1 323                                                  | 307                                                    | 300                                                    |
| 1982                                                   | 1 280                                                  | 232                                                    | 203                                                    |
| 1983                                                   | 1 268                                                  | 215                                                    | 172                                                    |
| 1984                                                   | 1 336                                                  | 192                                                    | 118                                                    |
| 1985                                                   | 1 106                                                  | 238                                                    | 182                                                    |
| 1986                                                   | 996                                                    | 150                                                    | 134                                                    |
| 1987                                                   | 1 033                                                  | 212                                                    | 172                                                    |
| 1988                                                   | 1 024                                                  | 204                                                    | 128                                                    |
| 1989                                                   | 940                                                    | 180                                                    | 124                                                    |
| 1990                                                   | 982                                                    | 158                                                    | 111                                                    |
| 1991                                                   | 1 065                                                  | 228                                                    | 177                                                    |
| 1992                                                   | 963                                                    | 174                                                    | 127                                                    |
| 1993                                                   | 1 120                                                  | 210                                                    | 140                                                    |
| 1994                                                   | 1 068                                                  | 212                                                    | 120                                                    |
| 1995                                                   | 920                                                    | 204                                                    | 123                                                    |
| 1996                                                   | 1 046                                                  | 205                                                    | -                                                      |
| 1997                                                   | 1 006                                                  | 95                                                     | -                                                      |
| 1998                                                   | 1 044                                                  | 204                                                    | 108                                                    |
| 1999                                                   | 966                                                    | 214                                                    | 123                                                    |
| 2000                                                   | 1 159                                                  | 218                                                    | 131                                                    |
| 2001                                                   | 1 085                                                  | 204                                                    | 157                                                    |
| 2002                                                   | 1 138                                                  | 208                                                    | 190                                                    |
| 2003                                                   | 1 118                                                  | 199                                                    | 236                                                    |
| 2004                                                   | 1 056                                                  | 304                                                    | 262                                                    |
| 2005                                                   | 1 159                                                  | 335                                                    | 250                                                    |
| 2006                                                   | 1 185                                                  | 226                                                    | 172                                                    |
| 2007                                                   | 1 213                                                  | 244                                                    | 176                                                    |
| 2008                                                   | -                                                      | -                                                      | -                                                      |
| 2009                                                   | 1 139                                                  | 251                                                    | 222                                                    |
| 2010                                                   | -                                                      | -                                                      | -                                                      |
| 2011                                                   | -                                                      | -                                                      | -                                                      |
| 2012                                                   | 1 074                                                  | 359                                                    | 277                                                    |
| 2013                                                   | 1 150                                                  | 225                                                    | 216                                                    |
| 2014                                                   | 1 226                                                  | 213                                                    | 185                                                    |
| 2015                                                   | 982                                                    | 178                                                    | 223                                                    |
| 2016                                                   | 976                                                    | 224                                                    | 159                                                    |
| 2017                                                   | 904                                                    | 273                                                    | 182                                                    |
| 2018                                                   | 876                                                    | 228                                                    | 182                                                    |
| 2019                                                   | 984                                                    | 241                                                    | 176                                                    |
| 2020                                                   | 571                                                    | 288                                                    | 203                                                    |
| 2021                                                   | -                                                      | -                                                      | -                                                      |
| 2022                                                   | 1 032                                                  | 308                                                    | 260                                                    |
| 2023                                                   | 865                                                    | 328                                                    | 291                                                    |
| 2024                                                   | 1 056                                                  | 362                                                    | 280                                                    |

## Patrimoine ferroviaire
L’architecte Jean-Pierre Cluysenaar, qui réalisa toutes les gares du réseau Dendre-et-Waes a construit à Ternat une impressionnante gare en briques. Après un agrandissement réalisé en 1899, sa disposition est d'une haute tour de trois niveaux et demie au centre, un corps central sous bâtière transversale flanqué d’une aile à trois travées de deux niveaux sous bâtière et, de l’autre côté d’une aile de service sous bâtière en L qui fut démolie dans les années 1960 et remplacée par des toilettes sous toiture à croupe. Le bâtiment est classé depuis 2004.

Galerie de photographies
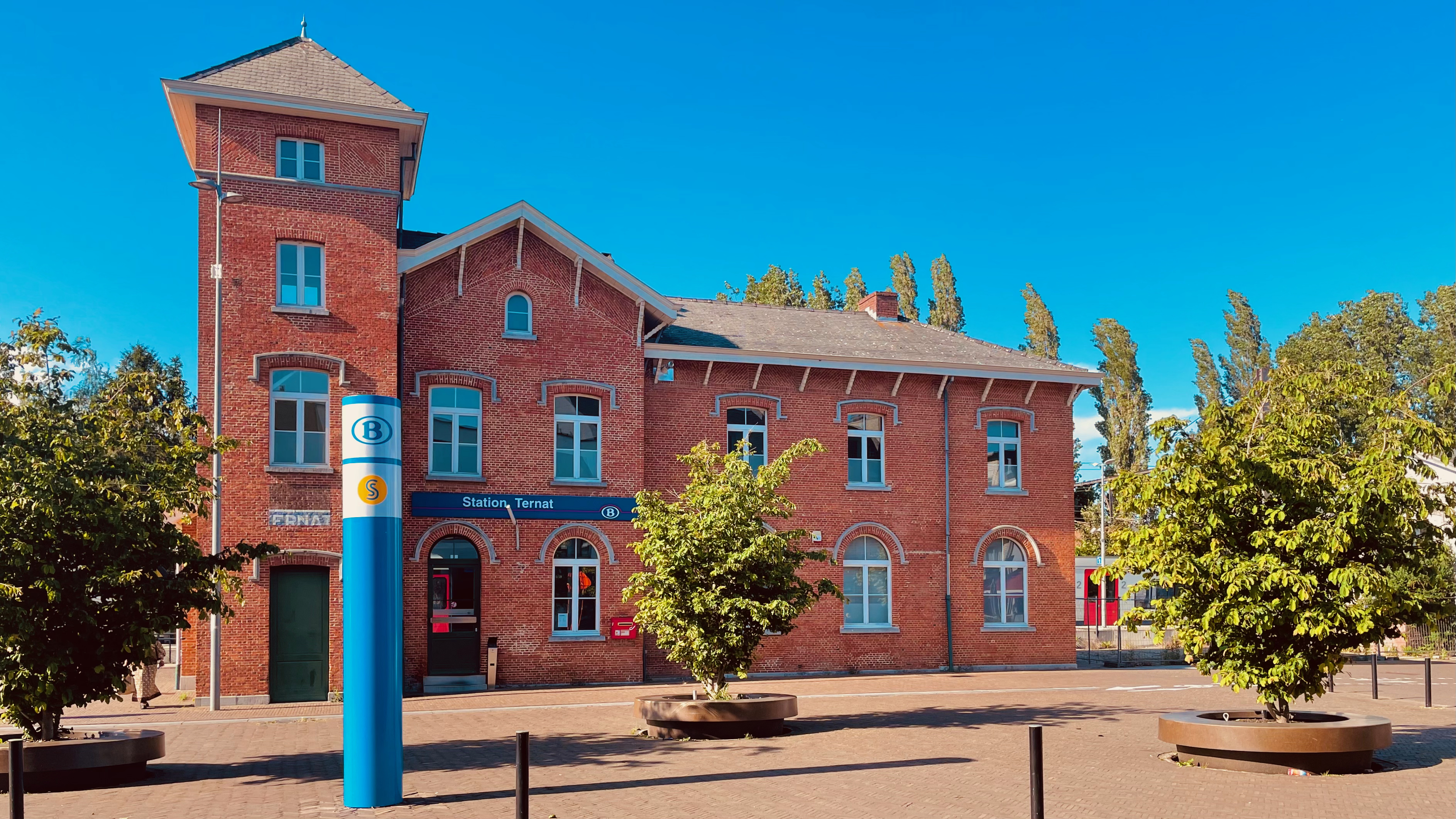
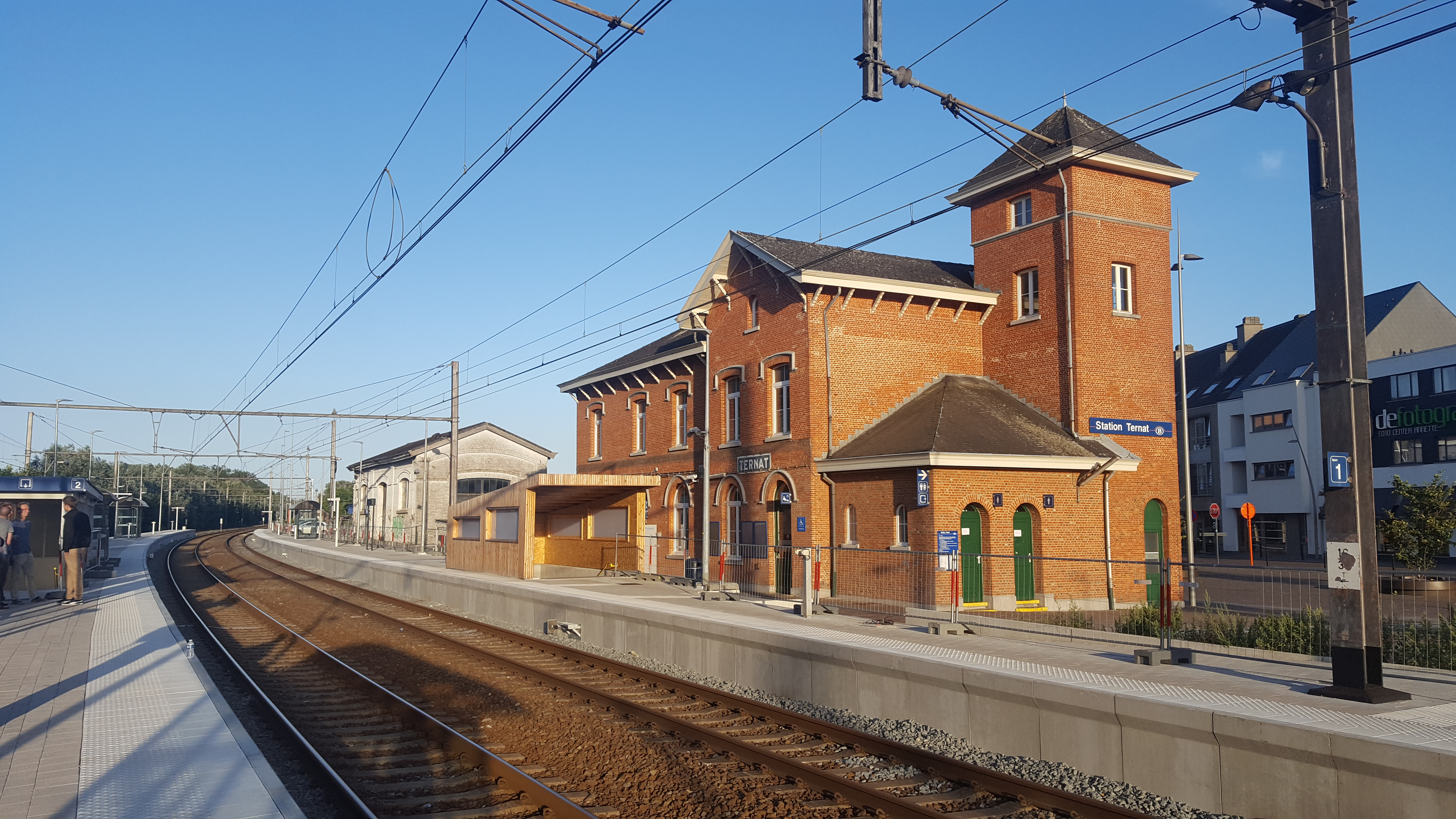
Bâtiment de la gare construit en 1856.
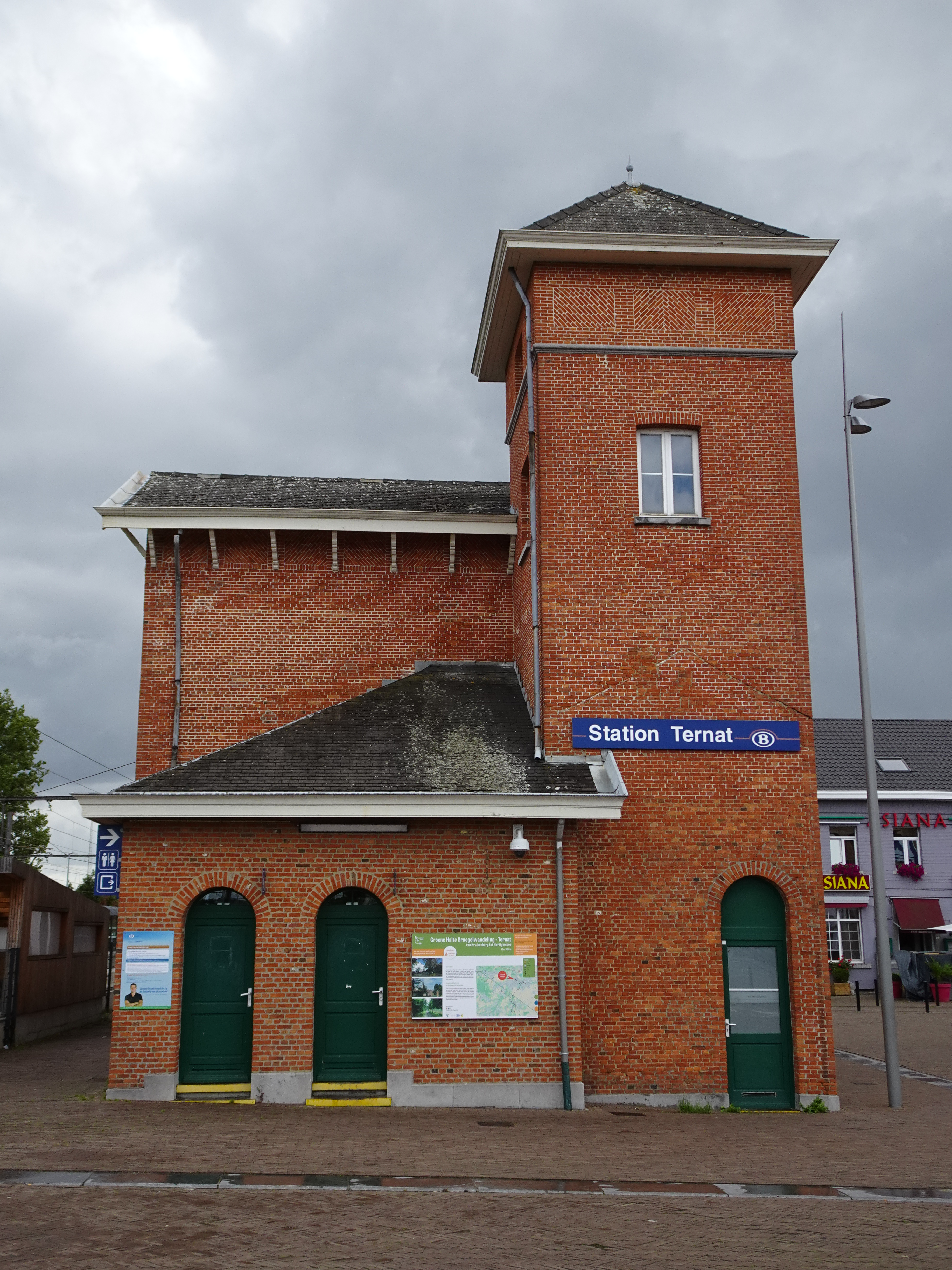

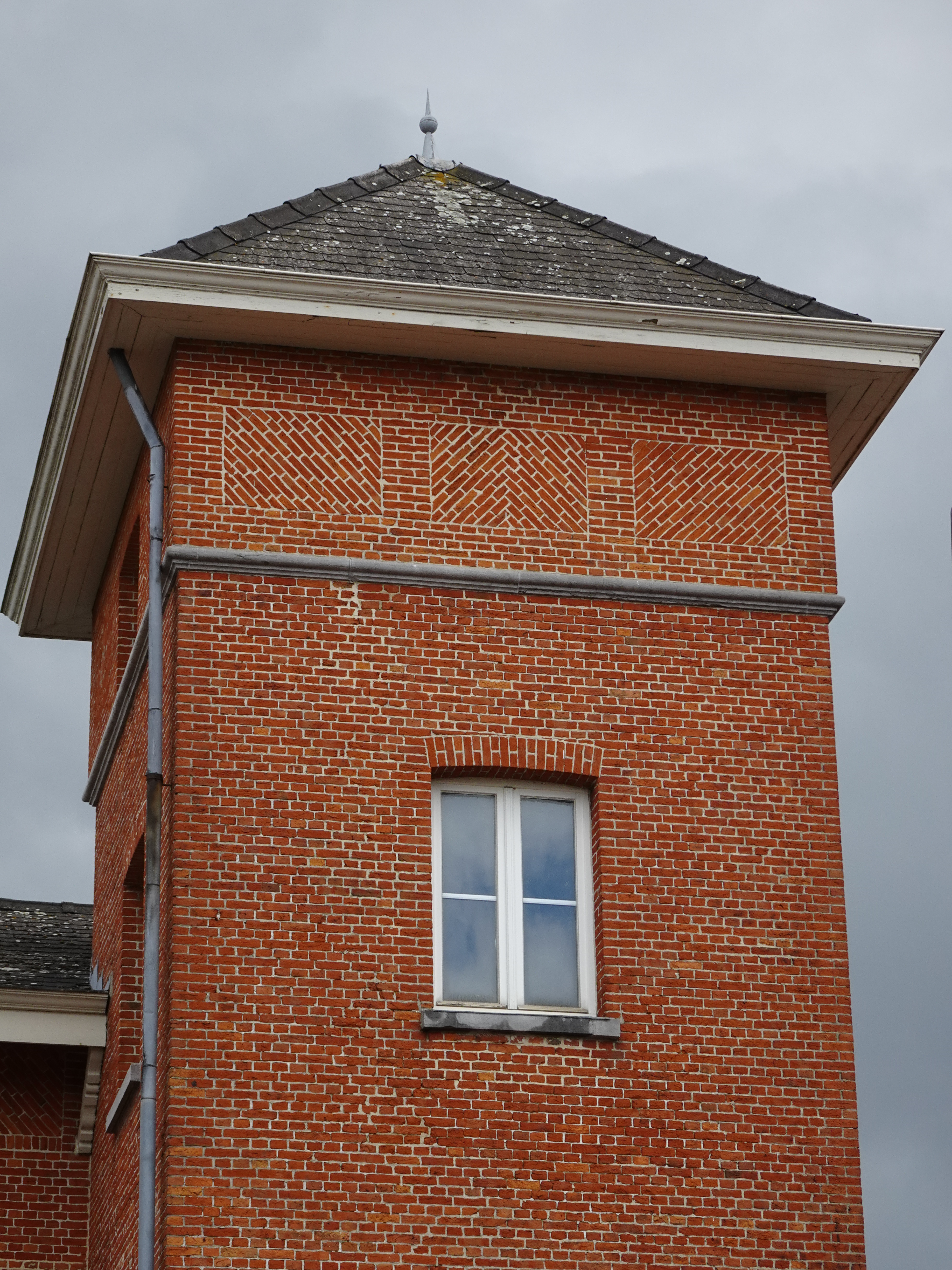
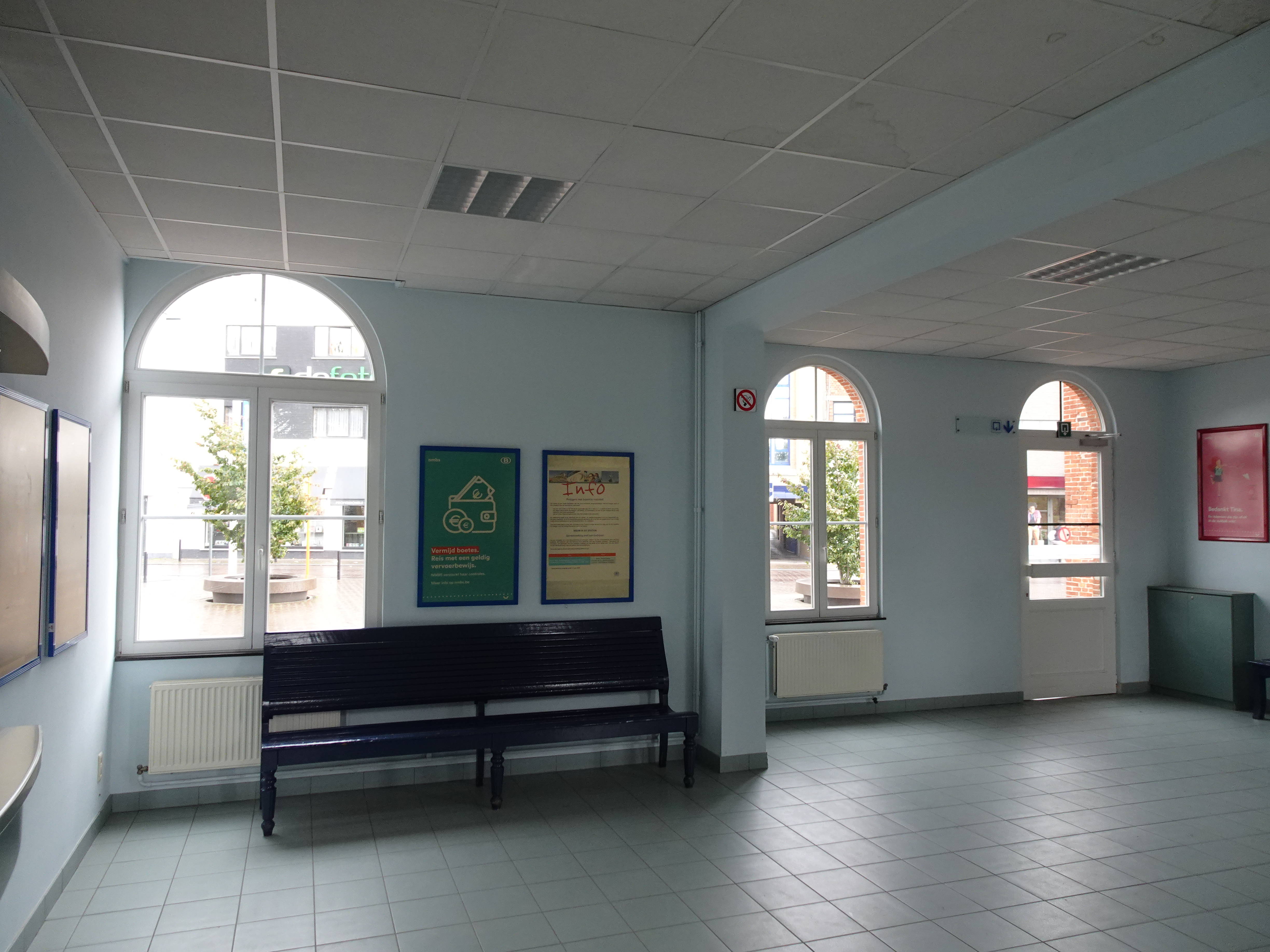
Salle d'attente.
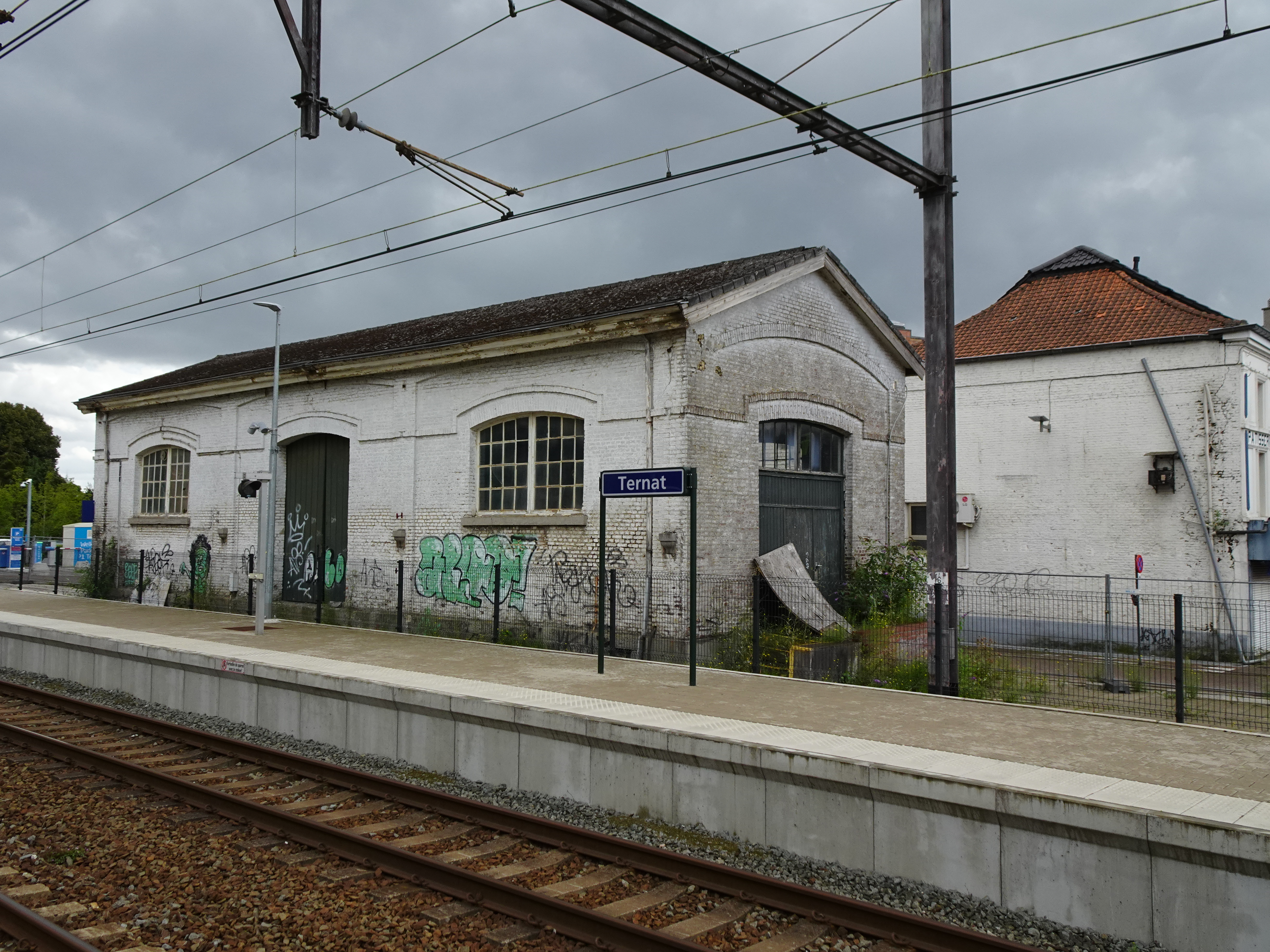
Ancienne halle à marchandises.